# Magiczna deskorolka
Magiczna deskorolka (ang. The Skateboard Kid) – amerykański film fabularny z 1993 roku w reżyserii Larry'ego Swerdlove'a. Zaliczany jest do gatunków filmów familijnych, fantasy oraz komediowych. 

## Fabuła
Główny bohater, Zack, jest znudzonym chłopcem. Pojawiając się w nowym mieście nie ma przyjaciół. Chłopcy z sąsiedztwa, jeżdżący na deskorolkach, nie odzywają się do niego. Wszystko się zmienia, gdy pewnego razu Zack znajduje w domu magiczną deskorolkę.

## Obsada
- Shanelle Workman – Jenny
- Bess Armstrong – Maggie
- Rick Dean – Earl
- Jonathan Pekar- Ham
- Trevor Lissauer – Zack
- Lee McLaughlin – szeryf
- Timothy Busfield – Frank
- Cliff De Young – Duży Dan
- Dom DeLuise – Rip (głos)
- Kai Lennox – „Snake”
- Lee Velazquez – „Burger”
- Gerry Lock – Sally
- Sindy McKay – recepcjonistka
- Derek Mark Lochran – „złota rączka”
- David Wells – pan Banks
- Bob Verini – pastor
- Milton Kahn – prezenter telewizyjny